# Мінамі (район, Сайтама)

35°51′42″ пн. ш. 139°38′43″ сх. д. / 35.86167° пн. ш. 139.64528° сх. д.
Райо́н Міна́мі (яп. 南区, みなみく, МФА: [mʲinamʲi ku̥], «Південний район») — район міста Сайтама префектури Сайтама в Японії. Станом на 1 жовтня 2008 площа району становила 13,89 км². Станом на 1 січня 2009 населення району становило 170 944 осіб.